# Coteaux calcaires de Borrèze
Coteaux calcaires de Borrèze este o arie protejată (sit de importanță comunitară — SCI) din Franța întinsă pe o suprafață de 416 ha, integral pe uscat.

## Localizare
Centrul sitului Coteaux calcaires de Borrèze este situat la coordonatele 44°56′58″N 1°24′01″E / 44.94949°N 1.4003°E.

## Înființare
Situl Coteaux calcaires de Borrèze a fost declarat arie specială de conservare în baza directivei 92/43 din 1992 referitoare la conservarea habitatelor naturale și a faunei și florei sălbatice pentru a proteja 1 specie de animale.

## Biodiversitate
Situată în ecoregiunea atlantică, aria protejată conține 6 habitate naturale: Pajiști uscate seminaturale și facies de acoperire cu tufișuri pe substraturi calcaroase (Festuco-Brometalia) (* situri importante pentru orhidee), Formațiuni de Juniperus communis pe lande sau pajiști calcaroase, Formațiuni stabile xerotermofile de Buxus sempervirens pe pante stâncoase (Berberidion p.p.), Grohotișuri termofile și vest-mediteraneene, Păduri de fag din Europa Centrală dezvoltate pe sol calcaros cu Cephalanthero-Fagion, Păduri de Quercus ilex și Quercus rotundifolia.
La baza desemnării sitului se află o specie protejată de  nevertebrate: fluturele auriu (Euphydryas aurinia).
Pe lângă speciile protejate, pe teritoriul sitului au mai fost identificate 20 de specii de plante, 6 specii de păsări, 4 specii de nevertebrate, 2 specii de reptile.